# Paratemnoides mahnerti
Espèce
Synonymes
- Paratemnus robustus Sivaraman, 1980 nec Beier, 1932
- Paratemnus mahnerti Sivaraman, 1981

Paratemnoides mahnerti est une espèce de pseudoscorpions de la famille des Atemnidae.

## Distribution
Cette espèce est endémique d'Inde.

## Étymologie
Cette espèce est nommée en l'honneur de Volker Mahnert.

## Publications originales
- Sivaraman, 1981 : « Replacement name for Paratemnus robustus Sivaraman (Pseudoscorpionida: Atemnidae) ». Oriental Insects, vol. 15, no 1, p. 96.
- Sivaraman, 1980 : « Pseudoscorpions from south India: some new species of the family Atemnidae Chamberlin (Pseudoscorpionida: Monosphyronida) ». Oriental Insects, vol. 14, no 3, p. 345-362.